# Grand Prix de Suisse 1997
La 82e édition du Championnat de Zurich, appelé Grand Prix de Suisse cette année-là, a lieu le 24 août 1997. Remportée par l'Italien Davide Rebellin, de l'équipe La Française des Jeux, elle est la huitième épreuve de la Coupe du monde.

## Classement final
| Pos. | Cycliste              | Équipe                | Temps           |
| ---- | --------------------- | --------------------- | --------------- |
| 1    | Davide Rebellin       | La Française des Jeux | 6 h 18 min 55 s |
| 2    | Jan Ullrich           | Deutsche Telekom      | m.t.            |
| 3    | Rolf Sørensen         | Rabobank              | m.t.            |
| 4    | Stéphane Heulot       | La Française des Jeux | m.t.            |
| 5    | Richard Virenque      | Festina-Lotus         | m.t.            |
| 6    | Michele Bartoli       | MG Maglificio         | m.t.            |
| 7    | Maarten den Bakker    | TVM-Farm Frites       | m.t.            |
| 8    | Alberto Elli          | Casino                | m.t.            |
| 9    | Yvon Ledanois         | Gan                   | m.t.            |
| 10   | Alexander Gontchenkov | Roslotto-ZG Mobili    | m.t.            |